# Music On Console
Music On Console (MOC укр. музика на консолі) - консольний аудіоплеєр для Linux/UNIX з ncurses-інтерфейсом написаний Деміеном Піетрасом. Структура команд та оформлення вікон запозичене з програми Midnight Commander. 
Дуже гнучкий, підтримує аудіовиходи ALSA, OSS та JACK, різні кольорові схеми, комбінації клавіш, і читання ID3 тегів. MOC підтримує плейлісти (які можна зберігати в файли m3u) та навігацію по файловій системі, проте не має реалізує концепцію "музичної бібліотеки" де зберігаються метадані. Замість цього, метаінформація читається з музичних файлів при їх відкритті. Якщо метаінформація міститься також у плейлісті, то вона теж буде відкрита.
Завдяки простоті текстового інтерфейсу він використовує дуже мало системних ресурсів, і окрім того користується аудівиходом з окремої ниті, для плавного відтворення при високих навантаження на систему. Зазвичай вихід з програми тільки закриває інтерфейс - в пам'яті залишається процес-демон який продовжує відтворення.
Така клієнт-серверна архітектура подібна до MPD та XMMS2, проте на відміну від них, демон MOC не доступний через мережу, і не має відкритого API для взаємодії з альтернативними клієнтами. Це як недолік, так і перевага.
Бінарний файл названо mocp (скорочено від "MOC Player") через конфлікт імені з утилітою Qt moc (meta-object compiler).

## Зноски
1. ↑  Архівована копія. Архів оригіналу за 7 жовтня 2012. Процитовано 19 вересня 2011.{{cite web}}:  Обслуговування CS1: Сторінки з текстом «archived copy» як значення параметру title (посилання) [Архівовано 2012-10-07 у Wayback Machine.]
2. ↑  MOC (music on console) – Console audio player for LINUX/UNIX [Архівовано 11 жовтня 2018 у Wayback Machine.]